# Toponymie en Mayenne

## Liste des toponymes mayennais
Les Archives départementales de la Mayenne disposent d'une base de données de 21 000 toponymes du département établie en 1901 d'après les recensements de population.